# Chiesa rettoria

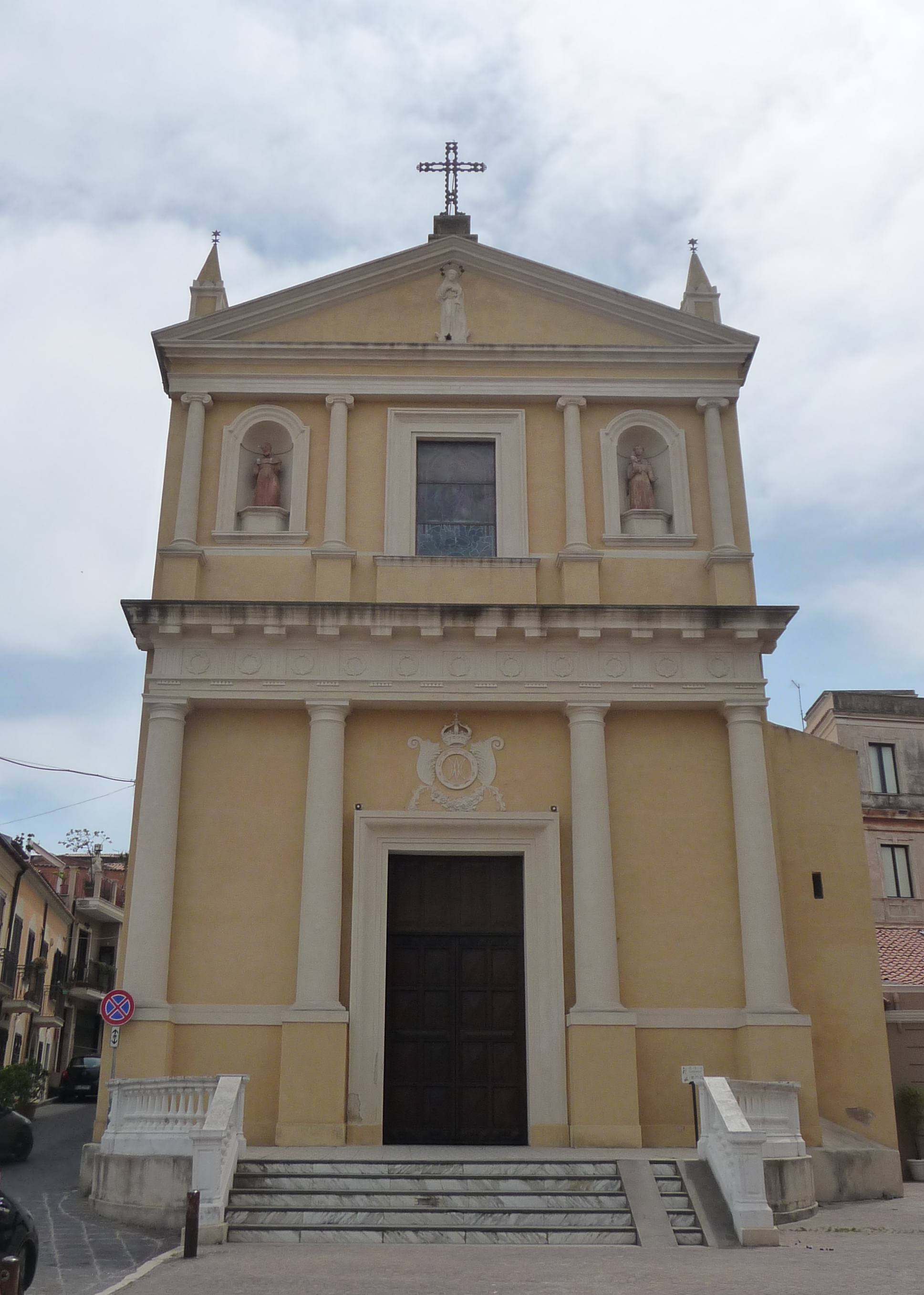
Chiesa dell'Immacolata a Crotone.

Una chiesa rettòria, anche nota come rettoria o chiesa curata, è una chiesa situata in un territorio parrocchiale, ma che non ha le stesse funzioni della parrocchia e dipende dalla chiesa parrocchiale locale per le questioni religiose e pastorali.

## Descrizione
Viene solitamente istituita in una zona geografica dove non ci sono sufficienti fedeli o risorse per costituire una parrocchia a pieno titolo. La rettoria dunque ha una posizione inferiore rispetto alla parrocchia e non ha un territorio ben definito, ma può servire un'area più ampia. La sua gestione è affidata a un rettore, nominato dal vescovo diocesano.
Sono considerate rettorie le chiese di istituti secolari, congregazioni clericali e laicali, le cappelle, i santuari non elevati a parrocchia e le chiese dei seminari.
La chiesa rettoria è disciplinata dal Codice di diritto canonico della Chiesa cattolica: in particolare, ai canoni 556-563 viene disciplinata la figura del rettore e la sua nomina da parte del vescovo diocesano, con il compito di curare gli affari spirituali della chiesa stessa. Il rettore ha il compito di celebrare le messe, amministrare i sacramenti (in particolare il Battesimo e la Confermazione), guidare la comunità locale e gestire le attività parrocchiali. La sua autorità, tuttavia, è limitata rispetto a quella di un parroco e dipende dal vescovo diocesano.
Inoltre, la chiesa rettoria può avere un patrimonio limitato rispetto a quello di una parrocchia e spesso non ha la capacità di finanziare progetti di ampio respiro come la costruzione di nuove strutture o la realizzazione di opere di restauro.